# Danielle Steel
Danielle Fernandes Dominique Schueleinová-Steelová (Schuelein-Steel, *14. srpna 1947 New York) lépe známá jako Danielle Steelová (Steel) je americkou spisovatelkou romantické literatury a autorkou konvenčních dramat.
Proslulá svými konvenčními dramatickými novelami Steelová prodala po celém světě více než 550 miliónů výtisků svých knih (do r. 2005) a je na sedmém místě žebříčku nejlépe prodávaných děl spisovatelů. Její novely byly nepřetržitě na seznamu nejlépe prodávaných knih New York Times po dobu 381 týdnů a 22 z nich bylo televizně zpracováno.
V Česku její knihy vydává nakladatelství Ikar.

## Životopis
Její otec John Schulein Steel je potomkem jednoho ze zakladatelů Löwenbräu Beer, matka Câmara Stone Reis je dcerou portugalského diplomata. Steelová strávila většinu svého dětství ve Francii, kde ji rodiče brávali na rodičovské večírky a tím jí dali příležitost pochytit zvyklosti a životní trend bohatých a slavných. Když jí bylo 7 let, její rodiče se rozvedli, a poté byla vychovávána hlavně otcem v New Yorku, kdy velmi zřídka viděla matku, která se odstěhovala do Evropy.
Danielle začala psát povídky již jako dítě a v době dospívání i poezii. V r. 1965 absolvovala Lycée Français de New York, poté studovala literaturu a módní návrhářství na Parsons School of Design a v letech 1963 - 1967 New York University.

## Literární začátky
Ve svých 18 letech se v r. 1965 vdala za bankéře Claude-Eric Lazarda. Ve svých 19 letech jako mladá novomanželka a stále studující na New York University začala psát svůj první rukopis, který následující rok dokončila. Po narození dcery Beatrix v r. 1968 se Steelová stala reklamní textařkou, a poté pracovala v agentuře pro styk s veřejností v San Franciscu. Na jednoho z vlivných klientů udělaly její publikace tak velký dojem, že jí navrhl podporu v psaní knih.

## Osobní život
Po 9 letech manželství její vztah s Lazardem skončil. Krátce po jejich rozvodu byla vydána její první novela Going Home. Obsahovala mnoho rysů obsažených v jejích dalších dílech, např. zaměření na rodinné záležitosti a následky činů provedených v minulosti.
Steelová se podruhé vdala za Dannyho Zugeldera, obřad se konal ve vězení. Manželství záhy skončilo a Zugelder byl později obviněn ze série znásilnění. Den poté, co rozvod s Zugelderem nabyl platnosti, se vdala potřetí za Williama Totha, závislého na heroinu, s kterým byla 8 a půl měsíce těhotná. Za dva roky i toto manželství ztroskotalo a Steelová vyhrála soudní při o rodičovská práva na jejich syna Nicholase.
Na základě svých osobních romantických strázní Steelová napsala novelu Passion’s Promise pojednávající o ženě vedoucí rušný společenský život, která se zamiluje do svého bývalého po skončení jejich manželství. Krátce po rozvodu s Tothem vydala Remembrance, kde je hlavním hrdinou muž závislý na heroinu.
Steelová se vdala počtvrté v r. 1981 za obchodníka s vínem Johna Trainu. Traina adoptoval jejího syna Nicka a dal mu své příjmení, Danielle zase adoptovala jeho Trevora a Todda. Spolu pak měli dalších pět dětí - Samanthu, Victorii, Vanessu, Maxxe a Zaru.
Shodou okolností v začátcích jejich manželství v r. 1981 Steelová získala stálou pozici na seznamu New York Times nejprodávanějších vázaných knih i paperbacků. V r. 1989 byla zaznamenána v Guinnessově knize rekordů za nejdelší setrvání v seznamu nejprodávanějších románů New York Times Bestseller v historii - 381 týdnů! Od vydání její první knihy se každý další román umístil na žebříčku nejlépe prodávaných románů v kategorii paperbacků i vázaných knih. V té době Steelová také poprvé přispěla do žánru literatury faktu. Novela Having a Baby byla publikována v r. 1984 a obsahovala i kapitolu, kde popisovala pocity při spontánním potratu. Téhož roku vydala sbírku poezie Love : Poems.
Steelová se pustila i do psaní knih pro děti, vydala sérii 10 ilustrovaných knih pro mladé čtenáře. Tyto knihy známé pod názvem Max and Martha pomáhaly dětem čelit běžným životním situacím jako je škola, ztráta blízkého apod.. Kromě toho je Steelová autorkou série Freddie. V těchto 4 knihách se věnuje situacím jako je první noc daleko od domova, návštěva doktora atd..
Protože byla rozhodnuta trávit co nejvíc času s dětmi, často psala v noci a na spánek jí zbývaly jen čtyři hodiny - to vše pro to, aby mohla být přes den se svými dětmi. Danielle Steelová je plodná spisovatelka, každoročně spatří světlo světa několik jejích knih. Při vědomí, že dokončení každé knihy jí trvá 2,5 roku, si Steelová vypěstovala návyk pracovat souběžně na pěti z nich.
V r. 1993 Steelová zažalovala spisovatelku, která ve svém románu chtěla spekulovat, že otcem jejího syna byl místo manžela Trainy její bývalý William Toth navzdory faktu, že záznamy o adopci v Kalifornii nepodléhají zveřejnění. Soudce ze San Francisca vynesl velmi neobvyklý verdikt - nařídil, aby bylo trestní stíhání zastaveno a okolnosti případu udrženy v tajnosti. Tento verdikt byl později změněn Nejvyšším soudem Kalifornie, který s ohledem na popularitu Steelové došel k závěru, že adopce jejího syna nepodléhá soukromí a že zmíněný román může být vydán. Do té doby žádné z dětí, které měla s Trainou, o adopci Nicholase nevědělo. Tato událost podle ní přispěla k zániku jejího manželství s Trainou, jak uvedla ve své autobiografii, kterou napsal Lorenzo Benet a Vicky L. Ban. Po rozvodu svou hořkou zkušenost promítla do románu Malice, který pojednává o šťastném manželství zničeném poté, co se bulvární tisk dozvěděl o minulosti manželky.
Nicholas Traina, který byl středem soudního procesu, spáchal v r. 1997 sebevraždu, jejímž důvodem byla bipolární porucha a užívání drog. Byl také zpěvákem dvou punkových skupin Link 80 a Knowledge, které působily v San Franciscu. K uctění jeho památky Danielle napsala novelu His Bright Light o jeho životě a smrti. Zisk z této knihy, která se umístila na seznamu nejprodávanějších novel literatury faktu New York Times NonFiction Bestseller, byl použit k založení nadace Nick Traina Foundation věnované léčbě duševních nemocí. Aby k tomuto problému přitáhla větší pozornost veřejnosti, lobbovala pro právní úpravu ve Washingtonu, pořádala každoroční vybírání peněžních prostředků (tzv. Star Ball) a působila v Poradním sboru centra pro mentální zdraví na Columbia University.

## 1997 - současnost
Steelová se popáté vdala za finančníka ze Silicon Valley Toma Perkinse, ale jejich manželství se po méně než dvou letech v r. 1999 rozpadlo. Steelová uvedla, že její novela The Klone and I byla inspirována soukromými žerty mezi ní a Perkinsem. V r. 2006 věnoval Perkins svůj román Sex and the Single Zillionare právě Steelové.
Po létech takřka nepřetržitého psaní si Steelová vybrala oddych a v r. 2003 otevřela uměleckou galerii v San Franciscu. Steel Gallery of Contemporary Art vystavovala malby a sochy umělců, zvláště těch, které sama sbírala. Tato galerie byla uzavřena 4. června 2006.
V r. 2002 byla vyznamenána francouzskou vládou titulem rytíře Ordre des Arts et des Lettres za svůj přínos světové kultuře.
V r. 2006 dosáhla dohody s Elizabeth Ardenovou k uvedení nového parfému Danielle na trh. Tento parfém obsahující vůni mandarinek, jasmínu, orchideje, růže, ambry a pižma je k dostání pouze ve vybraných obchodech. Tímto parfémem chtěla oslovit své čtenářské příznivce s tím, že nová vůně reprezentuje její románové postavy: "Vůně vyjadřují tak mnoho aspektů ze života mých postav - oddanost, lásku a emoce."
Steelová žije v San Franciscu, ale udržuje si sídlo ve Francii, kde tráví každý rok několik měsíců, a chatu na pláži v La Californie blízko St. Tropez. Navzdory svému veřejné podobě a několika soudním sporům je Steelová spíše plachá a snaží se své děti chránit před bulvárními výmysly, zřídka dává interview a objevuje se na veřejnosti. Její 55 pokojový dům v San Franciscu byl postaven v r. 1913 a předtím ho obýval magnát Adolph. B. Spreckels.
25. srpna 2009 guvernér Schwarzenegger a jeho žena Maria oznámili, že Steelová bude jednou z 13 osob síně slávy California Hall of Fame při celoroční výstavě The California Museum's. Slavnostní přijímací obřad se bude konat 1. prosince 2009 v Sacramentu.

## Literární tvorba
Novely Danielle Steelové byly přeloženy do 28 jazyků a prodávají se ve 47 zemích. Její knihy bývají často popisovány jako "vzorové", obsahují postavy v krizích ohrožujících jejich vztahy. Dějištěm jejích novel je svět bohatých a slavných lidí.
Navzdory své reputaci mezi kritiky, kteří označují její díla jako "bez děje", Steelová zabíhá i do méně vzletných aspektů lidského života jako je incest, sebevražda, válka a dokonce i holokaust. Postupem času její novely "rostly". Ve svých dřívějších knihách byli její hrdinové silnější, více autoritativnější a pokud se jim nedostávalo respektu a přiměřené pozornosti, přecházeli k novému vztahu. V novějších dílech byly její zápletky odvážnější. Novela Ransom se spíše zaměřuje na napětí než romantiku, tři zdánlivě nezávislé osudy se střetávají. Toxic Bachelors se liší způsobem vyprávění příběhu očima tří postav, mužů hledajících pravou lásku.
Byla kritizována za to, že její knihy jsou rozvláčné, oplývají mnoha detaily a že příběh je čtenářům explicitně vyprávěn, místo aby jim byl zobrazen. Čtenáři se tak někdy cítili vytlačeni z děje.
Aby se vyhnula srovnávání svých předešlých děl, Steelová nepíše pokračování. Mnoho z jejich dřívějších románů vycházelo v nákladu 1 milion výtisků, od r. 2004 kvůli poklesu zájmu čtenářů je to 650 000 výtisků. Avšak počet jejich čtenářů je i tak velmi vysoký a její knihy se umísťují v celosvětovém měřítku na předních místech.
22 jejích knih bylo televizně zpracováno včetně dvou, které byly nominovány na cenu Golden Globe. Jedna z nich nese název Jewels a popisuje příběh ženy a jejího dítěte během 2. světové války a po ní. Koncem 90. let Steelová odmítla prodat filmová práva společnostem, které chtěly její díla uvést v televizi, dávala přednost filmovému kontraktu. První filmovou společností, která získala v r. 1998 práva na její novelu Ghost, byla Columbia Pictures. V r. 2005 prodala filmová práva 30 z jejích novel společnosti New Line Home Entertainment. Tato společnost pravděpodobně adaptuje tato díla k televiznímu zpracování nebo k výrobě videa určeného přímo spotřebiteli.

### Romány
| Rok  | Orig. titul                                | Český titul                           |
| ---- | ------------------------------------------ | ------------------------------------- |
| 1973 | Going Home                                 | Cesta domů                            |
| 1977 | Passion’s Promise (US) Golden Moments (UK) | Dvojí svět                            |
| 1978 | Now and Forever                            | Dokud nás smrt nerozdělí Navždy spolu |
| 1978 | The Promise                                | Slib                                  |
| 1980 | Season Of Passion                          | Vášnivá sezóna                        |
| 1980 | Summer's End                               | Konec léta                            |
| 1980 | The Ring                                   | Prsten                                |
| 1981 | Palomino                                   | Palomino                              |
| 1981 | To Love Again                              | Milovat znovu                         |
| 1981 | Remembrance                                | Střípky vzpomínek                     |
| 1981 | Loving                                     | Milovat                               |
| 1982 | Once in a Lifetime                         | Jednou za život                       |
| 1982 | Crossings                                  | Křižovatky                            |
| 1983 | A Perfect Stranger                         | Cizí žena                             |
| 1983 | Thurston House                             | Dům pro mou lásku Thurstonův dům      |
| 1983 | Changes                                    | Osudy                                 |
| 1984 | Full Circle                                | Uzavřený kruh                         |
| 1985 | Family Album                               | Rodinné album                         |
| 1985 | Secrets                                    | Tajemství                             |
| 1986 | Wanderlust                                 | Daleké obzory                         |
| 1987 | Fine Things                                | Přijď, lásko, k nám Cena štěstí       |
| 1987 | Kaleidoscope                               | Kaleidoskop                           |
| 1988 | Zoya                                       | Kněžna                                |
| 1989 | Star                                       | Hvězda                                |
| 1989 | Daddy                                      | Ztrácím tě, lásko Taťka               |
| 1990 | Message From Nam                           | Lásku, ne válku                       |
| 1991 | Heartbeat                                  | Tlukot srdce                          |
| 1991 | No Greater Love                            | Nevýslovná láska                      |
| 1992 | Jewels                                     | Klenoty                               |
| 1992 | Mixed Blessings                            | Dvojí tvář požehnání                  |
| 1993 | Vanished                                   | Únos                                  |
| 1994 | Accident                                   | Nehoda                                |
| 1994 | The Gift                                   | Dar                                   |
| 1994 | Wings                                      | Křídla                                |
| 1995 | Lightning                                  | Zásah osudu                           |
| 1995 | Five Days In Paris                         | Pět dní v Paříži                      |
| 1996 | Malice                                     | Zášť                                  |
| 1996 | Silent Honor                               | Tichá hrdost                          |
| 1997 | The Ranch                                  | Ranč                                  |
| 1997 | Special Delivery                           | Požehnání                             |
| 1997 | The Ghost                                  | Duch                                  |
| 1998 | The Long Road Home                         | Odpuštění                             |
| 1998 | The Klone and I                            | Dvojník                               |
| 1998 | His Bright Light                           | Jeho světlo                           |
| 1998 | Mirror Image                               | Zrcadlový obraz                       |
| 1999 | Bittersweet                                | Hořkost lásky                         |
| 1999 | Granny Dan                                 | Primabalerína                         |
| 1999 | Irresistible Forces                        | Neodolatelné síly                     |
| 2000 | The Wedding                                | Svatba                                |
| 2000 | The House On Hope Street                   | Síla odvahy                           |
| 2000 | Journey                                    | Procitnutí                            |
| 2001 | Lone Eagle                                 | Osamělý orel                          |
| 2001 | Leap Of Faith                              | Odvážné rozhodnutí                    |
| 2001 | The Kiss                                   | Polibek                               |
| 2002 | The Cottage                                | Domov                                 |
| 2002 | Sunset in St. Tropez                       | Pozdní láska                          |
| 2002 | Answered Prayers                           | Štěstí na úvěr                        |
| 2003 | Dating Game                                | Správná volba                         |
| 2003 | Johnny Angel                               | Strážný anděl                         |
| 2003 | Safe Harbour                               | Přístav bezpečí                       |
| 2004 | Ransom                                     | Výkupné                               |
| 2004 | Second Chance                              | Druhá šance                           |
| 2004 | Echoes                                     | Ozvěny                                |
| 2005 | Impossible                                 | Nerovný vztah                         |
| 2005 | Miracle                                    | Zázrak                                |
| 2005 | Toxic Bachelors                            | Muži na ženění                        |
| 2006 | The House                                  | Dům                                   |
| 2006 | Coming Out                                 | Květinový ples                        |
| 2006 | H.R.H.                                     | Její královská Výsost                 |
| 2007 | Sisters                                    | Sestry                                |
| 2007 | Bungalow 2                                 | Bludiště života                       |
| 2007 | Amazing Grace                              | Milost                                |
| 2008 | Honor Thyself                              | Cesty osudu                           |
| 2008 | Rogue                                      | Borec                                 |
| 2008 | A Good Woman                               | Šlechetná žena                        |
| 2009 | One Day at a Time                          | Žít ze dne na den                     |
| 2009 | Matters Of The Heart                       | Záležitost srdce                      |
| 2009 | Southern Lights                            | Světla jihu                           |
| 2010 | Family Ties                                | Rodinné pouto                         |
| 2010 | Big Girl                                   | Velká holka                           |
| 2010 | Legacy                                     | Dědictví krve                         |
| 2011 | 44 Charles Street                          | Dům na Charles Street                 |
| 2011 | Happy birthday                             | Narozeniny                            |
| 2011 | Hotel Vendôme                              | Hotel Vendôme                         |
| 2012 | Betrayal                                   | Zrada                                 |
| 2012 | Friends forever                            | Přátelé navždy                        |
| 2012 | The Sins of the Mother                     | Všechny matčiny hříchy                |
| 2012 | A Gift of Hope                             |                                       |
| 2013 | Until the End of Time                      | Do skonání času                       |
| 2013 | First Sight                                | Na první pohled                       |
| 2013 | Winners                                    | Vítězové                              |
| 2014 | Power Play                                 | Přesilová hra                         |
| 2014 | A Perfect Life                             | Nádherný život                        |
| 2014 | Pegasus                                    | Pegas                                 |
| 2014 | Prodigal Son                               | Marnotratný syn                       |
| 2014 | Country                                    | Country                               |
| 2015 | Undercover                                 | V utajení                             |
| 2015 | Precious Gifts                             | Vzácné dary                           |
| 2016 | Blue                                       | Modrooký chlapec                      |
| 2016 | Property Of a Noblewoman                   | Dražba                                |
| 2016 | The Apartment                              | Společný byt                          |
| 2016 | Magic                                      | Kouzlo                                |
| 2017 | Rushing Waters                             | Rozbouřené vody                       |
| 2017 | The Award                                  | Vyznamenání                           |
| 2017 | The Mistress                               | Milenka                               |
| 2017 | Dangerous Games                            | Nebezpečné hry                        |
| 2017 | Against All Odds                           | Přes nepřízeň osudu                   |
| 2017 | The Duchess                                | Vévodkyně                             |
| 2017 | The Right Time                             | V pravý čas                           |
| 2017 | Fairtale                                   | Jako v pohádce                        |
| 2017 | Past Perfect                               | Čas předminulý                        |
| 2018 | Fall from Grace                            | V nemilosti                           |
| 2018 | Accidental Heroes                          | Hrdinové                              |
| 2018 | The Cast                                   | V hlavní roli                         |
| 2018 | In His Father's Footsteps                  | V otcových stopách                    |
| 2018 | The Good Fight                             | Čas změn                              |
| 2018 | Beauchamp Hall                             | Beauchamp Hall                        |
| 2019 | The Dark Side                              | Temná strana                          |
| 2019 | Blessing in Disguise                       | Štěstí v neštěstí                     |
| 2019 | Lost and Found                             | Ztráty a nálezy                       |
| 2019 | Turning Point                              | Bod zlomu                             |
| 2019 | Spy                                        | Špionka                               |
| 2020 | Child´s Play                               | Dětská hra                            |
| 2020 | Moral Compass                              | Morální kompas                        |
| 2020 | The Wedding Dress                          | Svatební šaty                         |
| 2020 | All That Glitters                          | Všechno, co se třpytí                 |
| 2020 | Royal                                      | Urozená                               |
| 2020 | Daddy's Girls                              | Tátova děvčata                        |
| 2021 | The Affair                                 | Aféra                                 |
| 2022 | Silent Night                               | Tichá noc                             |
| 2022 | Beautiful                                  | Nádherná                              |
| 2023 | The Numbers Game                           | Hra čísel                             |
| 2023 | Palazzo                                    | Palác                                 |
|      | The Ball at Versailles                     |                                       |
|      | Neighbors                                  | Sousedé                               |